# Коренновское сельское поселение
Коренновское сельское поселение — муниципальное образование в Калачеевском районе Воронежской области.
Административный центр — село Коренное.

## История
По данным 2007 года на территории Коренновского сельского поселения было 342 двора с населением 729 человек, учащихся в школе — 81.
В подсобном хозяйстве было 285 коров, 232 свиней, 2890 кур и уток, а также 300 ульев.

## Административное деление
Состав поселения:
- село Коренное.